# ليونارد غريفين (لاعب كرة قدم أمريكية)
ليونارد غريفين (بالإنجليزية: Leonard Griffin)‏ هو لاعب كرة قدم أمريكية أمريكي، ولد في 22 سبتمبر 1962 في ليك بروفايدنس في الولايات المتحدة.

## وصلات خارجية
- ليونارد غريفين على موقع مرجع كرة القدم المحترفة.كوم (الإنجليزية)